# Camacolaimus praedator
Camacolaimus praedator is een rondwormensoort uit de familie van de Camacolaimidae. De wetenschappelijke naam van de soort is voor het eerst geldig gepubliceerd in 1922 door de Man.